# Slatan Dudow
Slatan Theodor Dudow (búlgar: Златан Дудов, Zlatan Dudov) (30 de gener de 1903 - 12 de juliol de 1963) va ser un director de cinema nascut a Bulgària i guionista que va fer diverses pel·lícules durant la República de Weimar i a Alemanya de l'Est.

## Biografia

### Primers anys de vida i carrera
Dudow va néixer a Zaribrod, Bulgària (avui Dimitrovgrad (Sèrbia)). El 1922 va emigrar a Berlín amb la intenció de fer-se arquitecte. Va abandonar aquest pla i va començar a estudiar teatre l'any 1923, primer amb Emmanuel Reicher, i després, de 1925 a 1926, com a estudiant de teatre amb Max Herrmann a la universitat. Va treballar amb Leopold Jessner i Jürgen Fehling, va ser membre del cor amb Erwin Piscator, i va ser assistent de direcció de Fritz Lang a la producció de Metròpolis. Durant aquest temps, Dudow també va dirigir una llibreria amb la seva dona i va treballar com a corresponsal a l'estranger per a un diari búlgar. El 1929, va visitar la Unió Soviètica, on va conèixer Vladimir Maiakovski i Serguei Eisenstein a Moscou i, finalment, Bertolt Brecht. Després del seu retorn de l'URSS, Dudow va dirigir la peça teatral de Brecht, Die Massnahme, i va començar la seva carrera de director cinematogràfic. Va rebre l'encàrrec de la productora alemanya d'esquerres Prometheus-Film per dirigir un curtmetratge, Wie der Berliner Arbeiter wohnt (1929), com a part del documental  sèrie Wie lebt der Berliner Arbeiter? El primer llargmetratge de Dudow, Kuhle Wampe oder: Wem gehört die Welt? (A qui pertany el món?, 1932) va ser una col·laboració amb Brecht (que va proporcionar el guió i va ajudar a finançar el projecte), Hanns Eisler i Ernst Ottwalt. Va ser prohibit perquè es considerava políticament subversiu.

### Exili i activisme
Membre del Partit Comunista d'Alemanya (Kommunistische Partei Deutschlands, o KPD), Dudow va ser arrestat pels nazis poc després que prengueren el poder el gener de 1933. Aviat va ser expulsat d'Alemanya com a Ciutadà búlgar, però no va poder tornar a Bulgària per motius desconeguts (i als quals Brecht al·ludeix en una carta de juliol de 1933 al dramaturg rus Sergei Tretyakov). Va arribar a França en algun moment del 1934, i hi va romandre sota l'amenaça constant d'expulsió fins a 1939/1940, quan va marxar a Suïssa. A París, Dudow va completar la pel·lícula Seifenblasen, en la qual havia començat a treballar a Berlín, i també va posar en escena Terror i misèria del Tercer Reich de Brecht. També va començar a treballar en la seva comèdia Der Feigling. A Suïssa, Dudow va continuar treballant en tres comèdies dramàtiques més, Das Narrenparadies, Der leichtgläubige Thomas i Der Weltuntergang. Diverses de les seves obres, juntament amb escrits teòrics sobre drama, es van publicar posteriorment a la República Democràtica Alemanya (RDA) sota el pseudònim de Stefan Brodwin.

### A Alemanya de l'Est
Després de tornar a Berlín el 1946 com un dels directors fundadors dels estudis DEFA, Dudow va començar a adaptar la seva obra Der Weltuntergang per a la pantalla. Malgrat la capital simbòlica que Dudow va aportar a DEFA com a reconegut cineasta d'esquerres de l'era de Weimar, aquest primer projecte va ser arxivat per les autoritats aparentment perquè la pel·lícula es va considerar formalista. Dudow poc després va produir un melodrama de realista socialista, Unser täglich Brot (1949), i amb Kurt Maetzig, va assumir la direcció d'un altre drama familiar realista socialista, Familie Benthin (1950). La pel·lícula de 1952 de Dudow Frauenschicksale, la seva primera pel·lícula en color, que va escriure i dirigir, va ser popular entre el públic, però va ser criticada tant per les autoritats del Partit i organitzacions de dones comunistes per la seva representació de les dones. Compta amb un repartiment d'actrius importants de diverses generacions (incloent-hi Lotte Loebinger, Maly Delschaft i Sonja Sutter) i mostra les circumstàncies d'un Berlín dividit, encara al començament de la postguerra. El 1953, Dudow va presentar un tractament per a una pel·lícula realista socialista que tractava el tema d'una Alemanya dividida, Singende Jugend, però la pel·lícula mai es va fer. La seva següent pel·lícula, Stärker als die Nacht (1954), va ser escrita pels escriptors comunistes Kurt Stern i Jeanne Stern; tracta de la resistència comunista a Alemanya durant el Tercer Reich i aparentment es basa en la pròpia experiència dels Stern. Der Hauptmann von Köln (1956), una sàtira bastant desoladora amb Rolf Ludwig, Christel Bodenstein i Erwin Geschonneck, va ser adaptada per Dudow, juntament amb Henryk Keisch i Michael Tschesno-Hell, de l'obra de teatre de Carl Zuckmayer Der Hauptmann von Köpenick. La pel·lícula ofereix una crítica aclaparadora de la formació militar d'Alemanya Occidental sota Konrad Adenauer i la seva continuïtat institucional amb el Tercer Reich. La pel·lícula alemanya orienatl més famosa de Dudow, Verwirrung der Liebe (1959), és una pel·lícula shakespeariana de gran pressupost, colorida i escrita per Dudow i protagonitzada per la jove Angelica Domröse, Annekathrin Bürger i Willi Schrade. En ella, dirigeix energies satíriques una mica més suaus cap a la mateixa RDA. Dudow va ser àmpliament considerat com una "escola de cinema d'un" durant la dècada de 1950, i va ser un mentor tant de Gerhard Klein com de Heiner Carow. L'última pel·lícula de Dudow, Christine (1963), que també va escriure, es va rodar en blanc i negre i fa una mirada molt més fosca als problemes socials i a la posició de les dones a la RDA. Dudow va morir en un accident de cotxe a Berlín mentre encara rodava Christine, i la pel·lícula no es va acabar mai. (Una reconstrucció parcial, basada en un tall molt aproximat, es va dur a terme a la dècada de 1970 i es va "estrenar" —en una sola projecció— el 1974.)

## Filmografia
- Zeitprobleme: Wie der Berliner Arbeiter wohnt (1930, short)
- Kuhle Wampe oder: Wem gehört die Welt? (1932)
- Seifenblasen (1934, curt)
- Unser täglich Brot (1949)
- Familie Benthin (co-directors: Kurt Maetzig, Richard Groschopp, 1950)
- Frauenschicksale (1952)
- Stärker als die Nacht (1954)
- Der Hauptmann von Köln (1956)
- Verwirrung der Liebe (1959)
- Christine (pel·lícula inacabada, 1963) (reconstruïda el 1974)